# Oriental de Zapata
Oriental de Zapata är en ort i Mexiko.   Den ligger i kommunen San Agustín Tlaxiaca och delstaten Hidalgo, i den sydöstra delen av landet, 60 km norr om huvudstaden Mexico City. Oriental de Zapata ligger 2 367 meter över havet och antalet invånare är 1 004.
Terrängen runt Oriental de Zapata är kuperad åt nordost, men åt sydväst är den platt. Runt Oriental de Zapata är det ganska tätbefolkat, med 104 invånare per kvadratkilometer. Närmaste större samhälle är Tizayuca, 17,4 km söder om Oriental de Zapata. I omgivningarna runt Oriental de Zapata växer huvudsakligen savannskog.